# Airbus Beluga XL

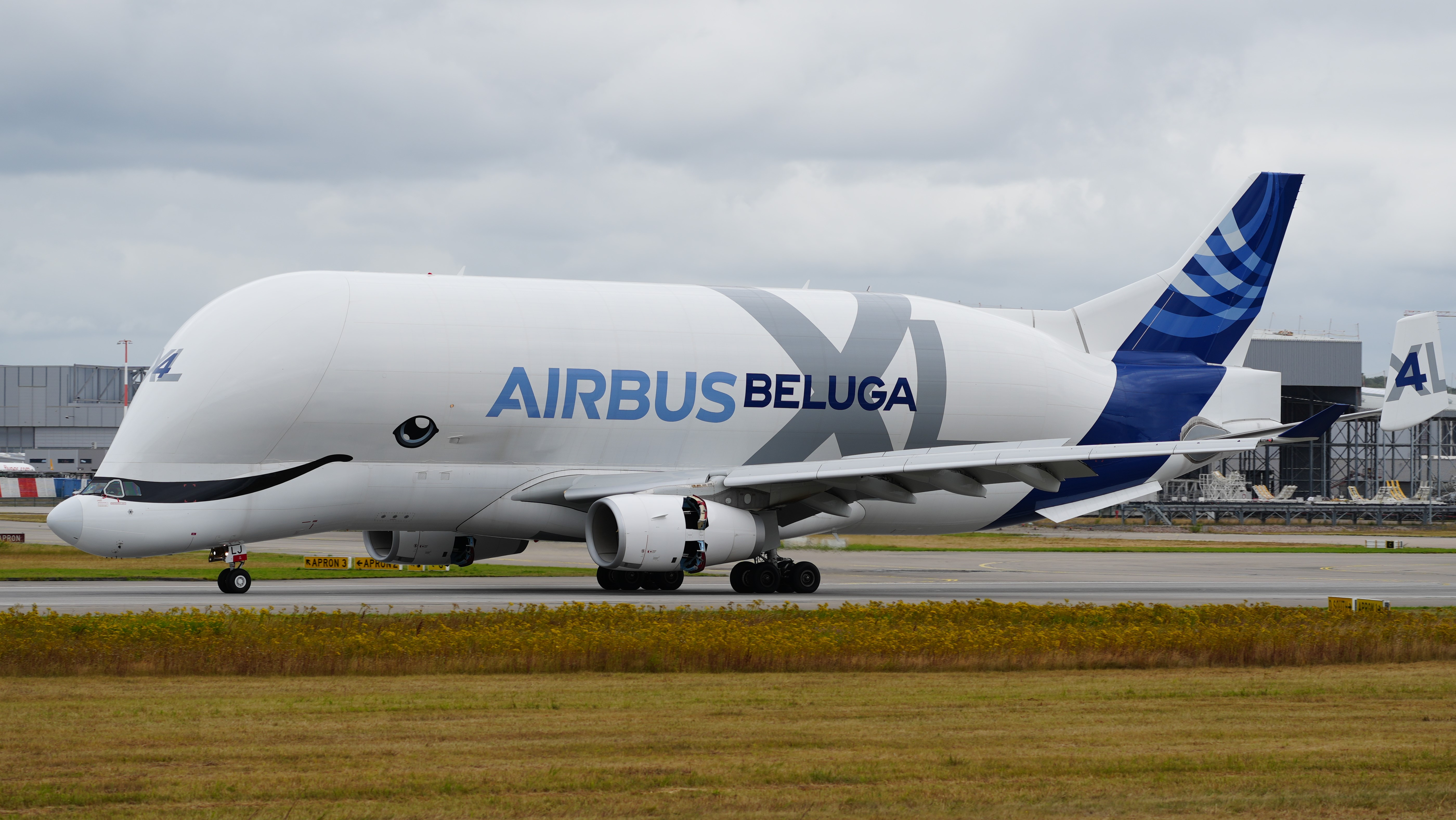
Beluga XL Nr. 4 (F-GXLJ)

Die Airbus Beluga XL (technische Bezeichnung Airbus A330-743L) ist eine Variante des Airbus A330 zum Transport von Flugzeugkomponenten zwischen den Airbus-Produktionsstandorten. Sechs Beluga XL wurden bis Juli 2023 in Dienst gestellt und lösten die seit 1995 im Einsatz stehenden fünf Vorgänger A300B4-600ST Beluga ab. Der Erstflug fand am 19. Juli 2018 in Toulouse statt, am 13. November 2019 wurde das Flugzeug von der Europäischen Agentur für Flugsicherheit (EASA) zugelassen. Am 9. Januar 2020 wurde das erste Flugzeug in Dienst gestellt.

## Bezeichnung
Die Bezeichnung kommt wie bei den anderen Modellen der Beluga-Flotte von der Form des Rumpfes, die dem Beluga ähnelt. Bei allen Beluga XL wird dieser Eindruck durch eine Lackierung mit zwei Augen unterstützt.

## Hintergrund
Anfang 2010 starteten Studien zur Entwicklung eines Nachfolgers der Beluga. Airbus begründete die Neukonstruktion mit dem Alter der stark genutzten Beluga-Flotte und mit zusätzlich benötigter Frachtraumkapazität, vor allem für die Serienproduktion des Airbus A350 XWB. Ein Grund für die Wahl der A330-200F als Basismodell gegenüber der fast fünf Meter längeren A330-300 war deren bessere Kompatibilität mit der geringen Länge und der höchstzulässigen Landemasse der Piste des Hawarden Airport am Airbus-Werk Broughton.

## Geschichte
Am 17. November 2014 gab Airbus den Entwicklungsbeginn des Beluga-Nachfolgers bekannt. Durch den einen Meter breiteren und sechs Meter längeren Frachtraum sowie eine um sechs Tonnen höhere Tragkraft kann der Beluga XL zwei Tragflächen der A350 transportieren. Das Frachtflugzeug hat bei einem Rumpfdurchmesser von 8,80 m eine Spannweite von 60,30 m, eine Höhe von 18,90 m und eine Länge von 63,10 m. Die Reichweite soll bei 53 Tonnen maximaler Zuladung, einer maximalen Startmasse (MTOW) von 227 Tonnen und einer Reiseflughöhe von 37.000 ft (11.278 m), 2200 NM (4075 km) betragen. Als Antrieb dienen zwei Rolls-Royce Trent 700. Die Produktion der ersten Bauteile für die Beluga XL startete Ende 2015, die Endmontage des Prototyps mit der Typenbezeichnung A330-743L (wobei die 43 für den Triebwerkstyp steht) und Produktionsseriennummer MSN1824 Ende 2016.
Der erste Beluga XL hatte am 4. Januar 2018 den Rollout, noch ohne Triebwerke. Nach dem Einbau der Triebwerke im März 2018 folgten Anfang Juni 2018 Bodenschwingungstests durch ONERA und DLR und Prüfstandsversuche in Toulouse und Hamburg. Am 10. Juli 2018 wurden bei der ersten Beluga XL (Luftfahrzeugkennzeichen F-WBXL) erstmals die beiden Triebwerke Trent 700 angelassen. Der Erstflug folgte am 19. Juli 2018 in Toulouse. die Inbetriebnahme war nach knapp einjähriger Testphase für 2019 geplant, im Februar 2019 wurden erstmals zwei Tragflächen des A350 von Bremen nach Toulouse geflogen. Am 19. März 2019 präsentierte Airbus das zweite Exemplar (MSN1853, F-WBXS) und gab am 10. April 2019 bekannt, nun sechs Flugzeuge bauen zu wollen.
Das erste Testflugzeug wird nach der Musterzulassung nachgerüstet. Das zweite Flugzeug begann am 15. April mit den Flugtests und bis dahin hatte das erste (MSN1824) mehr als 140 Testflüge mit über 500 Flugstunden absolviert, die letzte Phase vor der Zertifizierung.
Die Indienststellung erfolgte am 9. Januar 2020 mit dem zweiten gebauten Flugzeug unter dem neuen Kennzeichen F-GXLH. Es folgten von Oktober 2020 bis Dezember 2023 die Beluga XL Nummer  3 bis 6, während die erste gebahte Maschine weiterhin beim Hersteller für Testflüge verblieb. Mit der Übernahme dieses ersten Exemplars am 10. Juni 2024 durch den Betreiber Airbus Transport International schloss die Auslieferung der Beluga XL ab.
Die vorhandenen Beluga ST werden bei Einführung der Beluga XL nicht aus dem Dienst genommen. Eine gemischte Flotte soll mindestens fünf Jahre in Betrieb sein. Die Flotte der Beluga ST flog im Jahr 2017 mehr als 8000 Stunden, was einer Verdopplung gegenüber 2014 entspricht.

## Konstruktion
Das Flugzeug basiert auf der A330-300, der Vorderteil aus Schwerpunktgründen auf der A330-200. Die Konstruktion des Frachtraumbodens und die verstärkte Struktur stammen von der A330-200F. Die Aufbauten wurden neu entwickelt. Dies betrifft den abgesenkten Bug, die Struktur des Frachtraumes inklusive Bugtor, Tragflächen und Seitenflosse. Die A330-Tragflächen, das Hauptfahrwerk, der Mittel- und der Heckrumpf bilden eine vorgefertigte Plattform. Der vergrößerte drucklose Frachtraum wird in drei Monaten sektionsweise aus zwei Seitenwänden und einem oberen Abschluss bei Deharde Aerospace und der Umlaut engineering GmbH gefertigt. Das Heck wird von der spanischen Aernnova angepasst. Im Unterschied zur Beluga ST ist die Finne vor dem Seitenleitwerk größer, dreiteilig, und mit einem Knick versehen. Hinzugekommen sind Finnen an der Heckunterseite. Das Höhenleitwerk der A330 wurde um einen Meter Halbspannweite verbreitert und mit einem Meter höheren Endscheiben versehen. Das Bugtor mit 24 Verriegelungen und der Bereich über dem Cockpit werden bei Stelia Aerospace gebaut, die Heck- und Bauchflossen bei Aciturri.

## Technische Daten
| Kenngröße                | A330 „Beluga XL“                           | A300 „Beluga ST“                              |
| ------------------------ | ------------------------------------------ | --------------------------------------------- |
| Länge                    | 63,1 m                                     | 56,16 m                                       |
| Spannweite               | 60,3 m                                     | 44,84 m                                       |
| Höhe                     | 18,9 m                                     | 17,22 m                                       |
| Flügelfläche             | 361,6 m²                                   | 260 m²                                        |
| Flügelstreckung          | 10,1                                       | 7,7                                           |
| Rumpfdurchmesser         | 8,8 m                                      | 7,7 m                                         |
| Frachtraumvolumen        | 2.209 m³ (46,6 m Länge)                    | 1.231,4 m³ (7,7 m Durchmesser × 37,7 m Länge) |
| max. Startmasse          | 227 t                                      | 155 t                                         |
| max. Landemasse          | 187 t                                      | 140 t                                         |
| Leermasse                | 125 t                                      | 86,5 t                                        |
| Nutzlast                 | 50,5 t                                     | 47 t                                          |
| Reisefluggeschwindigkeit | 737 km/h                                   | 780 km/h                                      |
| Reichweite               | ca. 4.075 km bei maximaler Zuladung (53 t) | 1.650 km bei 47 t Zuladung                    |
| Reiseflughöhe            | 37.000 ft (11.278 m)                       | 35.000 ft (10.670 m)                          |
| Triebwerke               | zwei Rolls-Royce Trent 700, je 316 kN      | zwei General Electric CF6-80C2A1, je 262,4 kN |